# Deutsche Hauptstelle für Suchtfragen
Die Deutsche Hauptstelle für Suchtfragen e. V. (DHS) ist der Zusammenschluss der in der Suchthilfe und Suchtprävention tätigen Verbände aus Selbsthilfe, Beratung und Behandlung in Deutschland. Damit ist die DHS die zentrale Dachorganisation in der Suchthilfe sowie im Themenfeld Suchtprävention, Aufklärung über Suchtstoffe und Abhängigkeitsformen.
Die Aufgabenschwerpunkte der DHS verknüpfen zentrale Fragen von Suchthilfe, Suchtprävention und Suchtmittelpolitik. Wichtige Kooperationspartner der DHS sind unter anderem Ministerien, Renten- und Krankenversicherungen sowie Gesundheitsverbände, unter denen die Stiftung Deutsche Krebshilfe seit vielen Jahren zu den aktivsten zählt. Ansprechpartner der DHS finden sich sowohl in der Praxis und der Forschung als auch in der nationalen und internationalen Politik sowie in allen Bereichen des Gesundheits- und Sozialwesens.
Die Deutsche Hauptstelle für Suchtfragen e. V. wird als gemeinnütziger Verein durch Mittel aus dem Bundeshaushalt, von Renten- und Krankenversicherungen, durch Mitgliedsbeiträge und Spenden finanziert.

## Ziele und Aufgaben
Die DHS befasst sich mit allen Fragestellungen in Bezug auf Alkohol, Nikotin, Medikamente mit Suchtpotential, illegale Drogen sowie nicht stoffgebundene Verhaltensstörungen wie Essstörungen und pathologisches Glücksspiel.
Zentrale Aufgaben der DHS sind unter anderem:

### Öffentlichkeitsarbeit
Die DHS informiert und berät Betroffene, Interessierte, Journalisten und in der Suchthilfe Tätige im Hinblick auf suchtbezogene Probleme und macht auf Hilfeangebote aufmerksam. Aktuelle Fragen und Probleme im Themenfeld Sucht werden zielgruppengerecht aufgearbeitet und veröffentlicht.

### Prävention
Suchtprävention stellt ein zentrales Arbeitsfeld der DHS und ihrer Mitgliedsverbände dar. Sinnvolle Strategien, wirkungsvolle Maßnahmen und nachhaltige Fortschritte in der Präventionsarbeit stehen daher weit oben auf der DHS-Agenda. Zur Umsetzung dieses Ziels realisiert die DHS unter anderem Kooperationsprojekte mit gesetzlichen Krankenkassen wie die regelmäßig stattfindende „Aktionswoche Alkohol“.

### Setting- und themenbezogene Informationsangebote
Die DHS stellt für ihre Zielgruppen umfangreiche Informationsmedien in gedruckter oder digitaler Form zur Verfügung. Experten aus unterschiedlichen Themenfeldern greifen zentrale Fragen auf und geben ihren Adressaten aktuelle und umfassende Informationen an die Hand. Das Medienangebot der DHS ist kostenlos über das Internet zu bestellen.

### Unterstützung der Sucht-Selbsthilfe
Die Selbsthilfe im Suchtbereich ist eine Hilfe für Betroffene von Betroffenen, und zwar vor, während und nach der professionellen therapeutischen und medizinischen Hilfe – und auch unabhängig davon. Zur Unterstützung der Selbsthilfe stellt die DHS Informationen und Antragsunterlagen bereit und führt regelmäßige Suchtselbsthilfe-Tagungen durch.

### Veranstaltungen, Tagungen, Kongresse
Neben der jährlichen Fachkonferenz SUCHT veranstaltet die DHS im Wechsel ein wissenschaftliches Symposium, eine verbandsübergreifende Sucht-Selbsthilfe-Konferenz und eine Kooperationstagung mit einem angrenzenden Arbeitsfeld. Darüber hinaus werden themenspezifische Fachtage durchgeführt.

### Förderung und Koordination der fachlichen Arbeit der in der Suchtkrankenhilfe bundesweit tätigen Verbände
Arbeitsgruppen und Ausschüsse greifen grundsätzliche und aktuelle suchtbezogene Fragen auf. Sie erarbeiten Analysen, Stellungnahmen und Denkschriften.

### Anregung, Förderung, Durchführung und Veröffentlichung wissenschaftlicher Forschungsarbeiten
Gemeinsam mit dem Wissenschaftlichen Kuratorium ist die DHS Motor und Anlaufstelle wissenschaftlicher Arbeiten rund um das Thema Sucht.
Die Schaffung und Führung von Hilfeeinrichtungen für Suchtgefährdete und Suchtkranke bleibt in der Zuständigkeit der Verbände. Die DHS kooperiert darüber hinaus mit weiteren Verbänden der Suchtkrankenhilfe, unabhängig von deren Mitgliedschaft in der DHS. Durch eine enge Kooperation mit der Bundesarbeitsgemeinschaft der Landesstellen gegen die Suchtgefahren ist die Zusammenarbeit mit Einrichtungen auf Länderebene gewährleistet.

## Organisation und Struktur
Die Deutsche Hauptstelle für Suchtfragen besteht aus
- dem Vorstand,
- der Geschäftsstelle,
- den Mitgliedern (Verbände der freien Wohlfahrtspflege, Abstinenz- und Selbsthilfeverbände, Fachverbände, öffentlich-rechtliche Träger, kooperierende Organisationen),
- den Landesstellen,
- den Fachausschüssen,
- dem wissenschaftlichen Kuratorium.

Die Geschäftsstelle ist zugleich Fach- und Koordinationsstelle. Sie dient als Anlaufstelle für alle, die sich mit Themen der Suchtprävention, der Beratung, Behandlung und Selbsthilfe beschäftigen oder an einer Kooperation interessiert sind. Daneben koordiniert die Geschäftsstelle die Interessen der Mitgliedsverbände und vertritt die Belange der Suchtkrankenhilfe gegenüber der Bundesregierung, den Bundesbehörden und den bundesweiten Zusammenschlüssen der Renten- und Krankenversicherungen.
Fachausschüsse der DHS greifen grundsätzliche und aktuelle Probleme von Sucht, Suchthilfe und Suchtprävention auf und erarbeiten Lösungsvorschläge, die zuverlässige Orientierungshilfen bieten. Sie geben grundlegende Impulse für Weiterentwicklungen und Standards der Suchthilfe und Suchtprävention. Das Wissenschaftliche Kuratorium der DHS hat die Aufgabe, die DHS kontinuierlich zu beraten, ihre Arbeit zu fördern, zu begleiten und insbesondere die entsprechende wissenschaftliche Arbeit anzuregen und mitzugestalten. Neue Aufgaben, die sich durch aktuelle Problemfelder und die Weiterentwicklung der Fachinhalte stellen und von bundesweitem Interesse sind, werden von der DHS in Projekten bearbeitet.
Ein Förderverein unterstützt die Vereinsarbeit.

## Arbeitsfelder und Schwerpunkte
Die DHS bearbeitet eine Vielzahl von Arbeitsfeldern, die Informationen und Hilfsangebote für Menschen mit substanz- und verhaltensbezogenen Störungen beinhalten.
Darüber hinaus gibt die DHS immer wieder aktuelle Stellungnahmen zu relevanten Themen heraus, zuletzt das Positionspapier „Kein Alkohol unter 18 Jahren“ (06/2018)  sowie „Cannabispolitik in Deutschland. Maßnahmen überprüfen, Ziele erreichen.“ (09/2015). Die DHS steht auch im fachlichen Austausch mit europäischen Partnerorganisationen. Sie kooperiert zum Beispiel mit Gremien und Dienststellen der Europäischen Union, die mit suchtrelevanten Themen beschäftigt sind sowie mit Vereinen und Verbänden auf internationaler Ebene, die gleiche oder ähnliche Aufgaben wie die DHS übernommen haben. Dabei steht besonders die Entwicklung wirksamer Strategien zur Senkung der durch Alkohol und illegale Drogen verursachten gesundheitlichen und sozialen Folgen im Mittelpunkt.

## Publikationen und Kampagnen
Die DHS veröffentlicht umfangreiches Informationsmaterial, Broschüren und andere Publikationen zu unterschiedlichen Aspekten von Sucht und entsprechende Hilfeangebote. Dabei geht es um Suchtstoffe, Suchtmittelkonsum, substanzbezogene Störungen, Abhängigkeit, Beratungs- und Behandlungsangebote und Selbsthilfe. Ebenso publiziert die DHS Fachveröffentlichungen für die professionelle und ehrenamtliche Arbeit im Suchtbereich und angrenzenden Tätigkeitsfeldern, wie zum Beispiel dem Gesundheits-, Jugend- oder Sozialbereich.
Das regelmäßig erscheinende „Jahrbuch Sucht“ der DHS dient als Nachschlagewerk für Zahlen und Fakten wie auch als Informationspool über neue Entwicklungen und aktuelle Themen im Arbeits- und Politikfeld „Sucht“. Das aktuelle „Jahrbuch Sucht 2016“ fasst die neuesten Statistiken zum Konsum von Alkohol, Tabak, Arzneimitteln sowie zu Glücksspiel und Suchtmitteln im Straßenverkehr zusammen. Es informiert unter anderem über die Rehabilitation Suchtkranker, präsentiert das aktuelle Thema „Freihandelsabkommen und Tabakkontrolle - eine Zwischenbilanz“ und liefert ein umfangreiches Adressverzeichnis deutscher und europäischer Einrichtungen im Suchtbereich.
Mit wechselnden Kampagnen und Initiativen zu Themen der Suchtprävention, Suchthilfe und Suchtselbsthilfe wendet sich die DHS an die Öffentlichkeit.

## Alkoholkonsum und Krebs
Im Brustkrebs-Monat Oktober 2019 appellierten die Deutsche Hauptstelle für Suchtfragen und die Deutsche Krebshilfe erstmals gemeinsam gezielt an Frauen, den „gefährlichen Zusammenhang von Krebs und Alkohol“ sehr ernst zu nehmen. Während die Gefahren des Rauchens als Risiko-Faktor für Krebs weitgehend bekannt seien, werde übersehen, dass Alkohol ein Zellgift sei, „das fast alle Körperzellen und Organe schädigen“  könne. Regelmäßiger Konsum steigere das Risiko für verschiedene Krebserkrankungen, darunter auch Brustkrebs. Die Deutsche Hauptstelle für Suchtfragen empfahl Frauen, nicht mehr als einen Achtelliter Wein oder 0,3 Liter Bier pro Tag zu trinken. Dies entspreche einer Menge von 12 Gramm Rein-Alkohol. Männer sollten nicht mehr als die doppelte Menge zu sich nehmen und zugleich jeweils mindestens zwei bis drei alkoholfreien Tage pro Woche einlegen.

## Aktionswoche Alkohol
An der bundesweiten Aktionswoche 2019 beteiligte sich die Stiftung Deutsche Krebshilfe mit dem von ihr veröffentlichten Präventionsratgeber für Männer: „Riskante Partnerschaft. Mehr Gesundheit – Weniger Alkohol“. Bereits 2016 war
der Internationale Männertag  für die DHS und die Krebshilfe Anlass, erstmals gemeinsam zur bundesweiten permanenten Informationskampagne über die Auswirkungen des Alkoholkonsums beim Mann auf eine Vielzahl von Krebserkrankungen aufzufordern.
Diese gezielte gemeinsame Kampagne findet alle zwei Jahre im Mai statt. Die Präventionskampagne basiert auf Freiwilligkeit, Bürgerengagement und Selbsthilfe: Mitglieder von Selbsthilfegruppen, Fachleute von Beratungsstellen, Fachkliniken und aus der Suchtprävention, Ärzte, Apotheker und Menschen, die in Vereinen und in Kirchen aktiv sind, wenden sich an die Öffentlichkeit und veranstalten an vielen Orten Aktionen zum Alkoholkonsum. Sie informieren über Alkohol und regen an, über den eigenen Alkoholkonsum nachzudenken. Auch in den Themenfeldern „Missbrauch und Abhängigkeit im Alter“, „Sucht am Arbeitsplatz“ und „Medikamentenabhängigkeit“ hat die DHS mit wechselnden Kooperationspartnern wirksame Kampagnen umgesetzt. Das von ihr angebotene Informationsmaterial wird durch Fachpublikationen zum Thema der Volkskrankheit Krebs ergänzt, das kostenlos bei der Deutschen Krebshilfe (Bonn) angefordert werden kann.

## Geschichte
Fast unmittelbar nach dem Zweiten Weltkrieg (1947) formiert sich die „Hauptarbeitsgemeinschaft zur Abwehr der Suchtgefahren (HAG)“ mit dem Ziel, Organisationen der Suchtprävention und Suchtkrankenhilfe ein institutionelles Dach zu geben. Einige Jahre später (1955) wird die HAG unter der Bezeichnung „Deutsche Hauptstelle gegen die Suchtgefahren e. V.“ im Vereinsregister aufgenommen. Seit 1955 gab die Deutsche Hauptstelle gegen die Suchtgefahren die Zeitschrift Suchtgefahren heraus, die an die elf Jahre zuvor eingestellte Zeitschrift Forschungen zur Alkoholfrage. Internationale wissenschaftliche Zeitschrift gegen den Alkoholismus anschloss. Chefredakteur wurde Hans Seidel, der Hauptgeschäftsführer der Deutschen Hauptstelle gegen die Suchtgefahren. Der Verein setzte sich aus Verbänden und Einrichtungen zusammen, die sich der Fürsorge für Alkoholgefährdete und Alkoholkranke und der Abwehr von Suchtgefahren widmeten und hatte es sich zur Aufgabe gemacht, die Interessen seiner Mitglieder zu vertreten und die Arbeit der Mitgliedsverbände zu fördern. Im Laufe der Zeit öffnete sich die DHS auch Verbänden und Organisationen, deren Hauptaufgaben in der Erforschung und Prävention sowie in der Behandlung von Abhängigkeit und nicht stoffgebundenen Verhaltensstörungen wie pathologischem Glücksspiel lagen. Das Wissenschaftliche Kuratorium kam neu hinzu, das die DHS beriet und die notwendigen wissenschaftlichen Voraussetzungen für ihre Arbeit schaffte. Heute arbeitet die DHS darüber hinaus mit Bundesbehörden, Trägern der Sozialversicherung und anderen zentralen Institutionen zusammen, realisiert internationale Kooperationsprojekte und hat die Öffentlichkeitsarbeit zu einer weiteren Kernaufgabe gemacht.

## Bibliothek
Die Bibliothek der DHS ist die umfassendste deutschsprachige Fachbibliothek zu Suchtfragen. Derzeit sind ca. 40.000 Monographien, Fachzeitschriftenaufsätze, Hochschulschriften und so genannte Graue Literatur dokumentiert (Erscheinungszeitraum ab 1885). Die Titel sind sowohl formal als auch inhaltlich durch Schlagwörter erschlossen, ca. 60 Prozent der Dokumente wurden bislang mit kurzen Inhaltsangaben, so genannte Abstracts, versehen. Bis auf wenige Präsenztitel ist der Bibliotheksbestand ausleihbar. Für Bibliotheksnutzer/-innen sind Besuchstermine nach Absprache jederzeit möglich. Ebenso werden kostenfreie Literaturrecherchen auf Anfrage durchgeführt. Die vollständige Datenbank des gesamten Bibliotheksbestandes ist im Internet abzurufen und steht für die individuelle Recherche zur Verfügung.